# Harry Rasky
Harry Rasky (* 9. Mai 1928 in Toronto; † 9. April 2007 ebenda) war ein kanadischer Dokumentarfilmproduzent und -regisseur.

## Leben
Rasky besuchte die Regal Road Public School und das Oakwood Collegiate und studierte bei 1949 an der University of Toronto. Er arbeitete dann als Reporter für die The Kirkland Lake News und dann als Nachrichtenredakteur für das Radio CHUM in Toronto (1950) und CKEY (1951–1952). Später gehörte er zu den Gründern der Nachrichten- und Dokumentarabeitung des CBC-Fernsehens und ging dann nach New York. Ab 1957 arbeitete er als freiberuflicher Dokumentarfilmproduzent, und 1967 gründete er die Harry Rasky Productions.
Für Hall of Kings, einen Film über die Westminster Abbey in London, (mit James Mason und Lynn Redgrave als Sprecher) gewann er einen Emmy Award. Mit der Dokumentation Upon this Rock gewann er einen Preis bei den Internationalen Filmfestspielen von Venedig.
Nach seiner Rückkehr nach Toronto arbeitete er für das Fernsehen der CBC, für das er von 1972 (The Wit and World of George Bernard Shaw) bis 1995 (Prophecy) jedes Jahr einen Dokumentarfilm, darunter viele Biografien bekannter Künstler wie Homage to Chagall: The Colours of Love (1975), The Song of Leonard Cohen (1981) und Stratasphere (über Teresa Stratas, 1983). Weitere Filme waren An Invitation to a Royal Wedding (1972), Travels through Life with Leacock (1975), The Peking Man Mystery (1977), Arthur Miller on Home Ground (1979), The Man Who Hid Anne Frank (1981), The Mystery of Henry Moore (1985), Karsh: The Searching Eye (1986), The Great Teacher: Northrop Frye (1989), The War against the Indians (1992), die Autobiographie Nobody Swings on Sunday: The Many Lives and Films of Harry Rasky (nach dem 1980 erschienenen Buch, 2002) und Modigliani: Body and Soul (2005). Wegen ihrer Mischung aus Erzählung, Musik, Dichtung, Dokumentation und fiktionalen Elementen wurden seine Filme häufig als „Raskymentaries“ bezeichnet.
Im Laufe seiner langen Laufbahn erhielt er zahlreiche Preise, u. a. ACTRA Awards für Tennessee Williams' South (1973) und Next Year in Jerusalem (1974), einen Preis der Directors Guild of America für Homage to Chagall, eine Nominierung zum Genie Award für Being Different (1981) und von der Academy of Canadian Cinema and Television den Margaret Collier Award für sein Lebenswerk. Außerdem erhielt er einen Ehrentitel der University of Toronto und wurde Member des Order of Canada.